# Gennaro Bracigliano
Gennaro Bracigliano, född 1 mars 1980 i Forbach, Moselle, är en fransk fotbollsmålvakt som spelar för NorthEast United i den indiska superligan.